# Acromacer
Acromacer é um gênero de besouros de focinho de flores de pinheiro da família Nemonychidae . Existe uma espécie descrita em Acromacer, A. bombifrons.